# Peter Schwartz
Peter Schwartz (in latino Petrus Nigri; Kaalen an der Eger, 1434 circa – Budapest, 1483 circa) è stato un teologo domenicano tedesco.

## Biografia
Studiò in varie università (Salamanca, Montpellier, Bologna ecc.) ed entrò nell'ordine domenicano nel 1452 a Eichstätt. Prese a occuparsi di teologia e filosofia a Lipsia e divenne poi lettore di teologia. Nel 1465 insegnava filosofia e fu reggente degli studi a Colonia; nel 1467 insegnò teologia a Ulma; nel 1469 o 1470 diventò priore a Eichstätt; il 31 maggio 1473 la nuova università di Ingolstadt gli conferì il titolo di dottore in teologia; nel 1474 insegnò teologia nel convento di Ratisbona e nel 1478 a Ingolstadt. Poi Mattia Corvino, re di Ungheria, lo nominò rettore della nuova Accademia di filosofia, teologia e sacre scritture a Buda.

## Opere
- (LA) Clipeus thomistarum, Venezia, Raynaldus da Nimwegen, 1481.